# 史黛拉·亞桑傑
史黛拉·亞桑傑（英語：Stella Assange，1983年11月20日—），本名莎拉·岡薩雷斯·德凡特（Sara Gonzalez Devant），律師，擁有瑞典和西班牙國籍，朱利安·亞桑傑的妻子。

## 生平
出生於南非約翰內斯堡。其父親是瑞典人，母親則是西班牙人。
2011年，加入朱利安·亞桑傑的法律團隊。2012年更名為史黛拉·莫里斯（Stella Moris）。

## 家庭
2015年史黛拉開始與朱利安·亞桑傑交往，2017年訂婚。兩人的第一個孩子加百列（Gabriel）在2017年出生，第二個孩子麥克斯（Max）在2019年2月出生。
2022年3月23日，史黛拉與朱利安·亞桑傑的婚禮在貝爾馬什監獄舉行，其在婚禮上穿的婚紗由知名英國時裝設計師薇薇安·魏斯伍德所設計。

## 外部連結
- 史黛拉·亞桑傑的X（前Twitter） （英文）
- 史黛拉·亞桑傑在互联网电影资料库（IMDb）上的資料（英文）